# San Diego nemzetközi repülőtér
A San Diego nemzetközi repülőtér (IATA: SAN, ICAO: KSAN) az Amerikai Egyesült Államok egyik legjelentősebb nemzetközi repülőtere. Kalifornia államban, San Diegóban található. Éves utasforgalma 22 009 921 fő (2022).

## Futópályák
A repülőtér futópályái:
- 09/27 (9400 ft, 200 ft)

## Forgalom
Az utasforgalom az elmúlt években az alábbi módon változott:
| Utasok száma | 139 327 | 682 609 | 1 632 833 | 4 410 972 | 5 630 343 | 10 937 026 | 14 340 447 | 18 326 734 | 20 081 258 | 22 009 921 |
|              | 1949    | 1957    | 1965      | 1974      | 1982      | 1990       | 1998       | 2007       | 2015       | 2023       |

## Légitársaságok és úticélok
2023-ban a San Diego nemzetközi repülőtérről az alábbi járatok indulnak:

### Személy
| Légitársaság         | Célállomások | Refs   |
| -------------------- | --- | ------ |
| Air Canada           | Toronto–Pearson Szezonális: Montréal–Trudeau |        |
| Air Canada Express   | Vancouver | [ 2 ]  |
| Alaska Airlines      | Atlanta (kezdődik 2024. május 16-tól), Austin, Boise, Boston, Eugene, Everett, Fresno, Honolulu, Kahului, Kailua-Kona, Lihue, Monterey, Newark, New York–JFK, Orlando, Portland (OR), Puerto Vallarta, Redmond/Bend, Sacramento, San Francisco, San Jose (CA), San José del Cabo, San Luis Obispo, Santa Rosa, Seattle/Tacoma, Spokane, Washington–Dulles Szezonális: Anchorage (kezdődik 2024. május 17-től), Bozeman, Cancún, Fort Lauderdale, Glacier Park/Kalispell, Hayden/Steamboat Springs, Ixtapa/Zihuatanejo (kezdődik 2023. december 23-tól), Jackson Hole, Missoula, Salt Lake City, Tampa          | [ 7 ]  |
| Allegiant Air        | Bellingham, Las Vegas, Provo Szezonális: Billings, Des Moines, El Paso, Eugene, Idaho Falls, Medford, Sioux Falls | [ 8 ]  |
| American Airlines    | Charlotte, Chicago–O'Hare, Dallas/Fort Worth, Miami, Philadelphia, Phoenix–Sky Harbor | [ 9 ]  |
| British Airways      | London–Heathrow | [ 10 ] |
| Delta Air Lines      | Atlanta, Boston, Detroit, Minneapolis/St. Paul, New York–JFK, Salt Lake City, Seattle/Tacoma | [ 11 ] |
| Delta Connection     | Las Vegas, Los Angeles | [ 11 ] |
| Frontier Airlines    | Dallas/Fort Worth, Denver, Las Vegas, Phoenix–Sky Harbor Szezonális: Atlanta, Cleveland, Orlando | [ 12 ] |
| Hawaiian Airlines    | Honolulu, Kahului | [ 13 ] |
| Japan Airlines       | Tokyo–Narita | [ 14 ] |
| JetBlue              | Boston, Fort Lauderdale, New York–JFK | [ 15 ] |
| Lufthansa            | München | [ 16 ] |
| Southwest Airlines   | Albuquerque, Atlanta, Austin, Baltimore, Chicago–Midway, Dallas–Love, Denver, El Paso, Honolulu, Houston–Hobby, Kansas City, Las Vegas, Nashville, New Orleans, Oakland, Phoenix–Sky Harbor, Portland (OR), Reno/Tahoe, Sacramento, Salt Lake City, San Antonio, San Francisco, San Jose (CA), San José del Cabo, St. Louis, Tucson Szezonális: Boise (újrakezdődik 2024. január 14-től), Colorado Springs, Columbus–Glenn (újrakezdődik 2024. június 8-tól), Indianapolis, Milwaukee (újrakezdődik 2024. június 8-tól), Pittsburgh (újrakezdődik 2024. június 8-tól), Tampa (újrakezdődik 2024. június 8-tól) | [ 18 ] |
| Spirit Airlines      | Dallas/Fort Worth, Las Vegas, Oakland, Sacramento (kezdődik 2024. április 5-től), San Jose (CA) | [ 20 ] |
| Sun Country Airlines | Minneapolis/St. Paul | [ 21 ] |
| United Airlines      | Chicago–O'Hare, Denver, Houston–Intercontinental, Newark, San Francisco, Washington–Dulles | [ 22 ] |
| United Express       | Los Angeles | [ 22 ] |
| WestJet              | Calgary Szezonális: Vancouver | [ 23 ] |

### Cargo
| Légitársaság                            | Célállomások                                       |
| --------------------------------------- | -------------------------------------------------- |
| Ameriflight                             | Imperial, Ontario                                  |
| DHL Aviation operating as iAero Airways | Cincinnati                                         |
| FedEx                                   | Indianapolis, Memphis, Oakland, Phoenix-Sky Harbor |
| United Parcel Service                   | Louisville, Ontario                                |
| West Air on behalf of FedEx             | Imperial                                           |